# Ralf Ehrenbrink
Ralf Ehrenbrink (Bielefeld, 29 de agosto de 1960) es un jinete alemán que compitió en la modalidad de concurso completo.
Participó en tres Juegos Olímpicos de Verano, entre los años 1988 y 1996, obteniendo dos medallas en la prueba por equipos, oro en Seúl 1988 (junto con Claus Erhorn, Matthias Baumann y Thies Kaspareit) y bronce en Barcelona 1992 (con Herbert Blöcker, Matthias Baumann y Cord Mysegages).
Ganó una medalla de bronce en el Campeonato Mundial de Concurso Completo de 1994 y dos medallas en el Campeonato Europeo de Concurso Completo, plata en 1987 y bronce en 1985.

## Palmarés internacional
| Representando a la RFA   |                        |                   |             |
| Juegos Olímpicos         |                        |                   |             |
| Año                      | Lugar                  | Medalla           | Categoría   |
| 1988                     | Seúl (Corea del Sur)   | Medalla de oro    | Por equipos |
| Campeonato Europeo       |                        |                   |             |
| Año                      | Lugar                  | Medalla           | Categoría   |
| 1985                     | Burghley (Reino Unido) | Medalla de bronce | Por equipos |
| 1987                     | Luhmühlen (RFA)        | Medalla de plata  | Por equipos |
| Representando a Alemania |                        |                   |             |
| Juegos Olímpicos         |                        |                   |             |
| Año                      | Lugar                  | Medalla           | Categoría   |
| 1992                     | Barcelona (España)     | Medalla de bronce | Por equipos |
| Campeonato Mundial       |                        |                   |             |
| Año                      | Lugar                  | Medalla           | Categoría   |
| 1994                     | La Haya (Países Bajos) | Medalla de bronce | Por equipos |